# Jan Oostenbrink

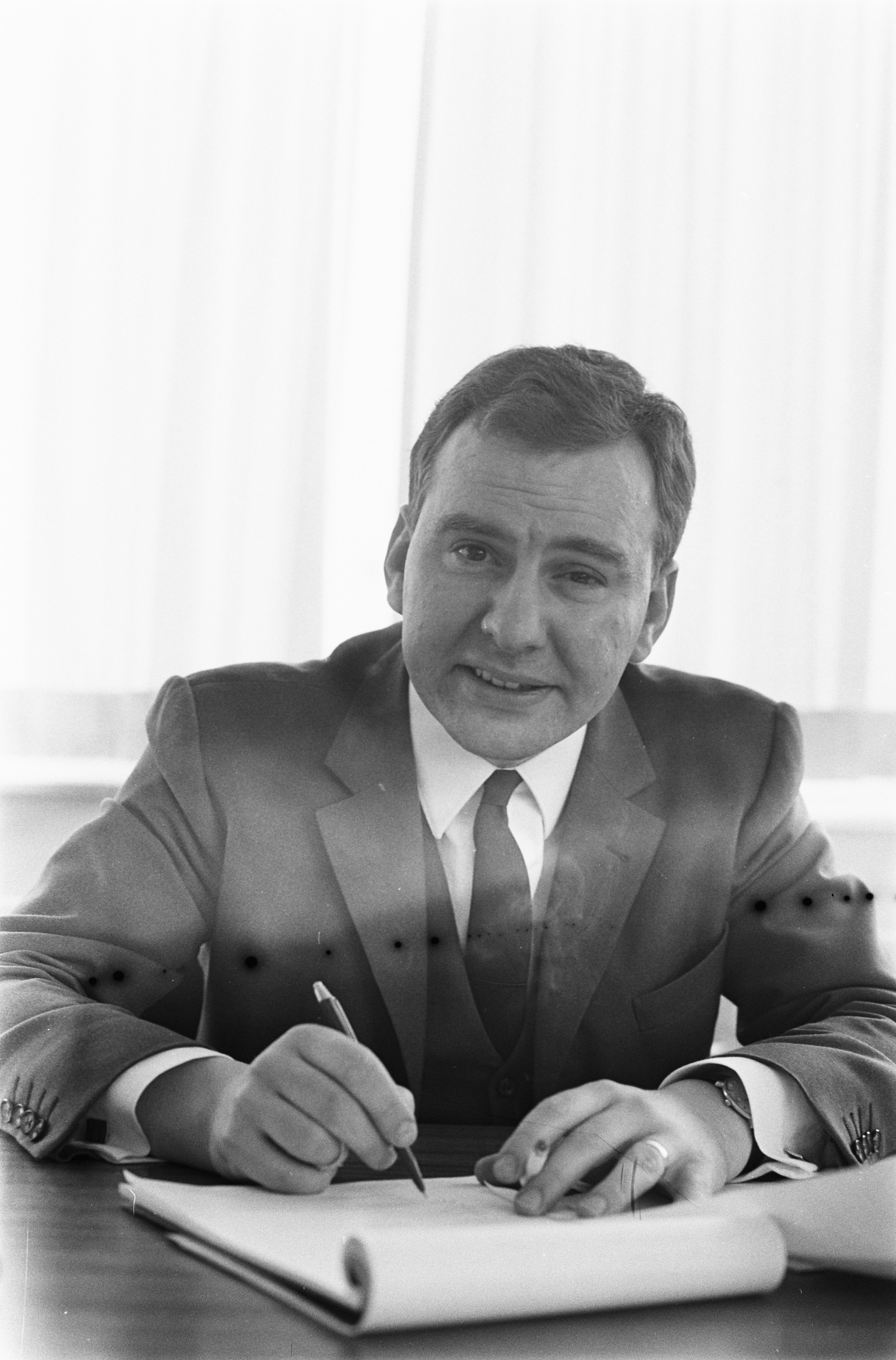
Johannes Oostenbrink (1969)

Johannes „Jan“ Jacobus Marinus Oostenbrink (* 18. August 1936 in Amsterdam) ist ein ehemaliger Wirtschaftsmanager und Politiker der Katholieke Volkspartij (KVP), der unter anderem zwischen 1971 und 1973 im Kabinett Biesheuvel Staatssekretär im Wirtschaftsministerium war.

## Leben
Oostenbrink begann nach einem Studium der Betriebswirtschaftslehre seine berufliche Laufbahn 1962 als Betriebswirt beim Jalousienhersteller Hunter Douglas in Rotterdam, wechselte aber bereits 1963 als Mitarbeiter zum Römisch-Katholischen Mittelstandsbund NRKM (Nederlandse Rooms-Katholieke Middenstandsbond), aus dem später der Katholische Unternehmerverband NKOV (Nederlands Katholiek Ondernemersverbond) wurde. Zuletzt war er bis zum 1. Januar 1969 kommissarischer Sekretär des NKOV, ehe er zwischen dem 1. Januar 1969 und dem 16. Juli 1971 als Sekretär Raad van het Grootwinkelbedrijf fungierte, des zentralen Arbeitgeberverbandes der Kauf- und Warenhäuser.
Am 17. Juli 1971 wurde er von Ministerpräsident Barend Biesheuvel zum Staatssekretär im Wirtschaftsministerium (Staatssecretaris van Economische Zaken) in dessen Regierung berufen und bekleidete dieses Amt bis zum 11. Mai 1973. Er war in dieser Funktion insbesondere für den Mittelstand, Kleinunternehmen, Einzelhandel, Handwerk, Dienstleistungen, Tourismus, Eichwesen, Buchhaltungsunternehmen und die Handelskammern zuständig. Im Mai 1973 lehnte er die weitere Übernahme als Staatssekretär im Wirtschaftsministerium im neu gebildeten Kabinett von Ministerpräsident Joop den Uyl ab, woraufhin sein Parteifreund Ted Hazekamp dieses Amt übernahm.
Nach seinem Ausscheiden aus der Regierung war Oostenbrink zwischen 1974 und 1982 Sekretär sowie Direktor für innere und äußere Angelegenheiten des Warenhauskonzerns NV Koninklijke Bijenkorf Beheer sowie anschließend von April 1982 bis 1984 Allgemeiner Sekretär der Handelskammer (Kamer van Koophandel) zu Amsterdam. Zuletzt wurde er 1984 Hauptdirektor des Versicherungsunternehmens VVAA (Nederlandsche Vereeniging van Artsen-Automobilisten) in Utrecht.

## Hintergrundliteratur
- W. C. Frizsche: Drs. J.J.M. Oostenbrink. Staatssecretaris voor het Midden- en Kleinbedrijf, Staatkundig-Historische Studiën, Rijksuniversiteit Leiden, 1988